# Graeme Crosby
Graeme Crosby (* 4. Juli 1955) ist ein ehemaliger neuseeländischer Motorradrennfahrer.
Crosby gewann in seiner Karriere unter anderem das Daytona 200, das 200-Meilen-Rennen von Imola, das 8-Stunden-Rennen von Suzuka zusammen mit Wes Cooley, dreimal die Isle of Man TT und wurde 1980 und 1981 TT-F1-Weltmeister.
Im Jahr 1995 wurde er in die New Zealand Sports Hall of Fame und 2007 in die New Zealand Motorcycling Hall of Fame aufgenommen.

## Karriere
Graeme Crosby begann seine Rennfahrerkarriere 1974 in seiner neuseeländischen Heimat. Im Jahr 1976 fuhr er in der Australischen Superbike-Meisterschaft. 1979 wurde er Dritter in der Formula-TT-Weltmeisterschaft auf Kawasaki. 1980 gewann er die Senior TT bei der Isle of Man TT.
Ab 1980 trat Crosby auch in der 500-cm³-Klasse der Motorrad-Weltmeisterschaft an und wurde in seiner Premierensaison auf einer Suzuki RG 500 Gamma Achter in der Gesamtwertung. Sein bestes Ergebnis war der zweite Platz beim Großen Preis von Deutschland auf dem Nürburgring hinter dem Italiener Marco Lucchinelli. Ebenfalls 1980 bildete er ein Team mit Wes Cooley auf einer Yoshimura-Suzuki und gewann das 8-Stunden-Rennen von Suzuka sowie seinen ersten Titel in der Formula-TT-Weltmeisterschaft.
In der Saison 1981 wurde Graeme Crosby mit zweiten Rängen beim Großen Preis von Österreich auf dem Salzburgring und dem Großen Preis der Nationen im italienischen Monza sowie dritten Plätzen beim Großen Preis von Frankreich auf dem Circuit Paul Ricard in Le Castellet und dem Großen Preis von San Marino in Imola Fünfter in der Halbliter-WM. 1981 erfolgte ebenfalls die erfolgreiche Titelverteidigung in der Formula-TT-Weltmeisterschaft.
1982 schloss er sich dem Yamaha-Werksteam von Giacomo Agostini an und wurde 500-cm³-Vize-Weltmeister hinter Franco Uncini mit dem zweiten Platz beim Großen Preis von Jugoslawien in Rijeka sowie dritten Plätzen beim Nationen-Grand-Prix in Misano, dem Großen Preis von Großbritannien in Silverstone, dem Großen Preis von Schweden in Anderstorp sowie dem Großen Preis von San Marino in Mugello. Begonnen hatte die Saison mit dem Gewinn des Daytona 200. Außerdem gewann Crosby im selben Jahr das 200-Meilen-Rennen von Imola.
Ende der Saison 1982 beendete der Neuseeländer seine Karriere als Motorradrennfahrer, fuhr aber noch 1987 in der Tourenwagen-Weltmeisterschaft und im NASCAR Winston Cup sowie 1988 in der Asia-Pacific Touring Car Championship, aber ohne Erfolg.
Nach seinem Rücktritt wurde er ein erfolgreicher Motorsportmanager in Neuseeland. 2010 veröffentlichte er seine Autobiographie CROZ – Larrikin Biker.

## Statistik

### Titel
- 1979 – Formula TT-F1-Dritter auf Kawasaki
- 1980 – TT-F1-Weltmeister auf Suzuki
- 1981 – TT-F1-Weltmeister auf Suzuki
- 1982 – 500-cm³-Vize-Weltmeister auf Yamaha
- 1975 – Sieger beim Castrol Six Hour in Neuseeland
- 1980 – Sieger beim 8-Stunden-Rennen von Suzuka mit Wes Cooley auf Yoshimura-Suzuki
- 1981 – Sieger beim Mallory Park Race of the Year auf Suzuki
- 1982 – Sieger beim Daytona 200 auf Yamaha
- 1982 – Sieger beim 200-Meilen-Rennen von Imola auf Yamaha
- 1982 – Sieger beim 500-cm³-Rennen beim HAMOVE-Wegraces in Hengelo
- 2 Siege in der Formula TT
- 3 Isle-of-Man-TT-Siege